# Zero (chanson des Smashing Pumpkins)
Pour les articles homonymes, voir Zéro (homonymie).
Singles de The Smashing Pumpkins
1979
(1996) Tonight, Tonight
(1996)
Zero est une chanson des Smashing Pumpkins figurant sur l'album Mellon Collie and the Infinite Sadness, sortie en single en 1996.

## Liste des pistes
1. Zero
2. God
3. Mouths of Babes
4. Tribute to Johnny
5. Marquis in Spades
6. Pennies
7. Pastichio Medley

## Classements
| Classement                            | Position |
| ------------------------------------- | -------- |
| U.S. Billboard Alternative Songs      | 9        |
| U.S. Billboard Mainstream Rock Tracks | 15       |
| New Zealand Singles Chart             | 3        |